# St. Paulus Apostel (Vörden)

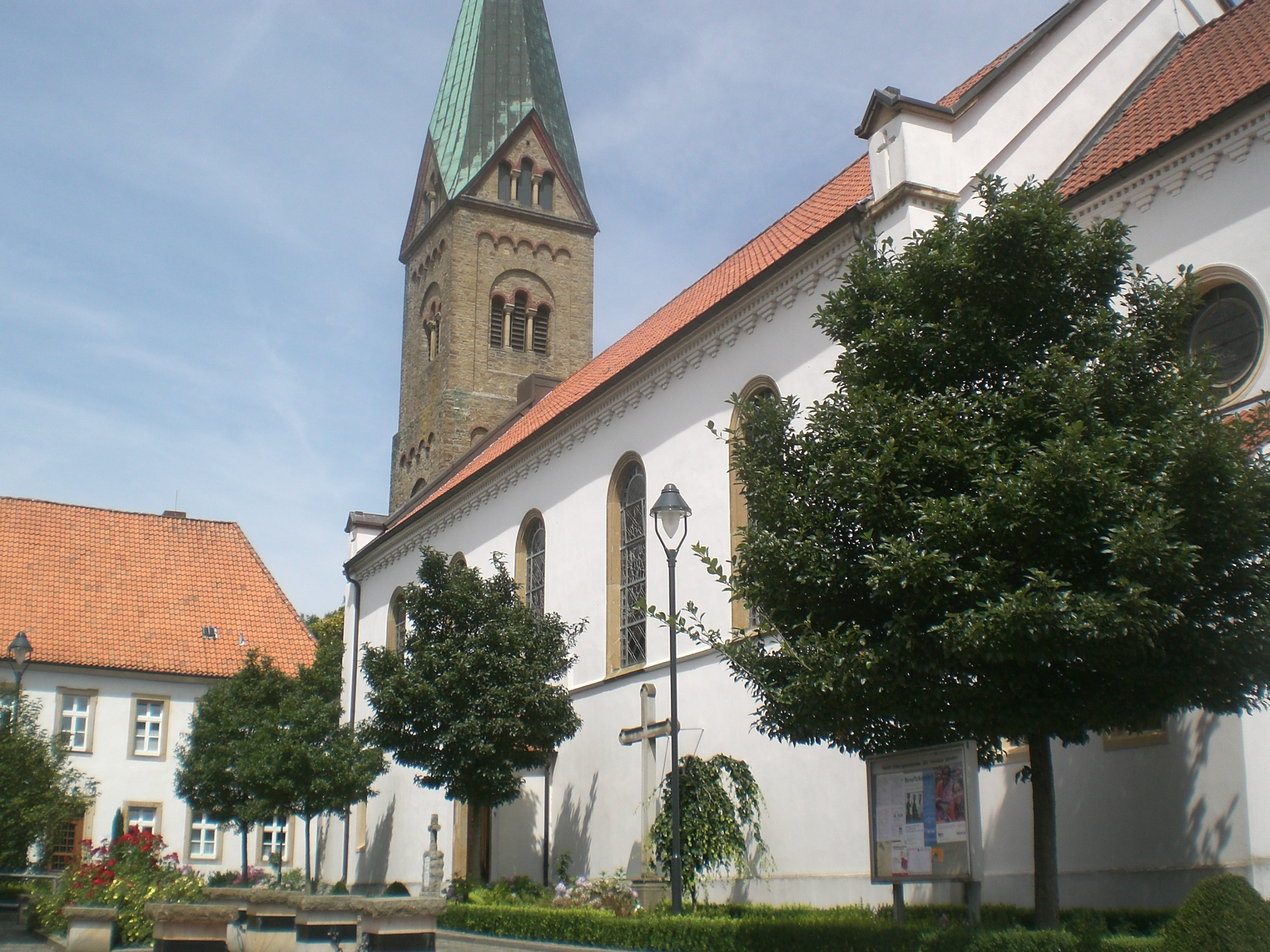
Ansicht von Südosten

St. Paulus Apostel in Vörden, Gemeinde Neuenkirchen-Vörden, ist die Pfarrkirche der Katholischen Kirchengemeinde St. Paulus Apostel Vörden, die dem Dekanat Osnabrück-Nord des Bistums Osnabrück angehört.

## Baugeschichte und Beschreibung
Nachdem die Simultankirche St. Christophorus 1842 abgebrannt war, ließ die katholische Kirchengemeinde ab 1856 auf dem Gelände des Amtshauses der früheren Burg Vörden eine eigene Kirche erbauen, die 1858 geweiht wurde und das Patrozinium des Apostels Paulus erhielt. Es handelt sich um eine verputzte Saalkirche im nachklassizistischen Stil mit rundbogigen Fenstern. 1884–1889 wurde der neuromanischer Westturm angefügt, 1906 der polygonale Chor.

## Ausstattung
Die Kirche ist vollständig mit historistischer Glasmalerei ausgestattet, im Chor von Wilhelm Derix. Von der ursprünglich das gesamte Langhaus ausfüllenden Wandmalerei ist ein Kreuzweg aus dem Jahr 1906 erhalten. Ein Radleuchter aus Schmiedeeisen stammt aus dem 19. Jahrhundert, der Korpus am Triumphkreuz vom Ende des 15. Jahrhunderts.
Die Orgel wurde 1980–1981 von der Orgelbaufirma Breil (Dorsten) erbaut. Das Schleifladen-Instrument hat 18 Register auf zwei Manualwerken und Pedal. Die Spieltraktur ist mechanisch, die Registertraktur elektrisch.
| I Hauptwerk C–g3 |       |
| Prinzipal        | 8′    |
| Rohrflöte        | 8′    |
| Oktave           | 4′    |
| Gedacktflöte     | 4′    |
| Oktave           | 2′    |
| Mixur IV         | 1 ⁄3′ |
| Trompete         | 8′    |

| II Unterwerk C–g3 |       |
| Gedackt           | 8′    |
| Gamba             | 8′    |
| Blockflöte        | 4′    |
| Nachthorn         | 4′    |
| Nasat             | 1 ⁄3′ |
| Scharff III       | 1′    |
| Schalmey          | 8′    |
| Tremulant         |       |

| Pedal C–f1 |     |
| Subbass    | 16′ |
| Offenbass  | 8′  |
| Choralbass | 4′  |
| Fagott     | 16′ |

- Koppeln: II/I, I/P, II/P.

## Glocken
Die Paulus-Kirche hat ein vierstimmiges Bronzeglockengeläute der Glockengießerei Otto aus Bremen-Hemelingen. Die Glocken wurden 1948 gegossen. Ihre Schlagtonreihe lautet: e′ – g′ – a′ – h′. Ihre Durchmesser sind: 1198 mm, 1010 mm, 897 mm, 799 mm.